# 瑞安·麥克帕特林
瑞安·麥克帕特林（英語：Ryan McPartlin；1975年7月3日—），美國演員，生於芝加哥。曾在NBC電視劇超市特工中飾演德文·伍德科克的角色。